# ナジヴァーラド条約
ナジヴァーラド条約（ナジヴァーラドじょうやく、ハンガリー語: Váradi béke, ドイツ語: Friede von Großwardein）もしくはグロースヴァルダイン条約は、1538年2月24日にトランシルヴァニアのナジヴァーラド（現ルーマニア・オラデア）で、互いにハンガリー王を名乗り争っていたオーストリア大公フェルディナント（ハンガリー名フェルディナーンド1世、後の神聖ローマ皇帝フェルディナント1世）とサポヤイ・ヤーノシュの間で結ばれた密約。この条約によりヴァルナの戦い以降続いた王位継承問題が一旦は解決され、ハンガリー王国の国土の分割が決定された。
フェルディナントはサポヤイ・ヤーノシュをハンガリー王ヤーノシュ1世としてみとめ、ハンガリー王国の3分の2の領土を承認した。サポヤイはフェルディナントが征服した王国西部の領有権を認めるとともに、子がいない自分の王位継承者とした。これにより、サポヤイの死後は再びフェルディナントのもとでハンガリーが統一されるという算段だった。
しかし1540年、サポヤイ・ヤーノシュの死のわずか2週間前に息子ヤーノシュ・ジグモンドが誕生し、ナジヴァーラド条約は破棄された。ハンガリー貴族はヤーノシュ・ジグモンドをハンガリー王ヤーノシュ2世として選出した。また父のサポヤイを支援し属国としていたオスマン帝国のスレイマン1世もヤーノシュ2世を承認し、この東ハンガリー王国をあらためて傘下に収めた。
ハンガリー王位をめぐるハプスブルク家とサポヤイ家の争いは、1570年にヤーノシュ・ジグモンドがフェルディナントの息子マクシミリアン2世のハンガリー王位を認め、自らはトランシルヴァニア公国を新設することでようやく決着した。